# 爬幼犬獸屬

爬幼犬獸屬（學名：Herpetoskylax）是種已滅絕合弓類動物，是巴莫鱷亞目的一屬，生存於二疊紀晚期的南非。模式種是H. hopsoni，屬名意為「爬行的小狗」。
化石是一個接近完整的頭顱骨、下頜，以及一個變形的頭顱骨、下頜。頭顱骨長度為13公分，完整身長被估計約1公尺長。